# Bruce & Bongo
Bruce & Bongo (Брюс энд Бо́нго) — базировавшийся в Западной Германии дуэт, который состоял из британцев Брюса Хаммонда (англ. Bruce Hammond, род. 13 января 1955) и Дугласа Уилгроува (англ. Douglas Wilgrove, род. 19 марта 1955).
Наиболее известен по своей песне 1986 года «Geil», которая в Германии мгновенно стала хитом, проведя 4 недели на 1 месте. Немецкое слово «geil» в данном контексте имеет значение «крутой» или «классный» (на молодёжном жаргоне), но в своём обычном значении означает «похотливый». Песня также попала в чарты во многих других европейских странах.

## Дискография

### Альбомы
| Название       | Альбом                                                |
| -------------- | ----------------------------------------------------- |
| The Geil Album | - Выпущен: 1986 - Лейбл: Rush - Формат(ы): CD, MC, LP |

### Синглы
| Название                                                                           | Год  | Наивысшие позиции в чартах | Наивысшие позиции в чартах | Наивысшие позиции в чартах | Наивысшие позиции в чартах | Наивысшие позиции в чартах | Наивысшие позиции в чартах | Наивысшие позиции в чартах | Альбом         |
| Название                                                                           | Год  | GER                        | AUT                        | BEL (FLA)                  | ITA                        | NDL                        | SPA                        | SWI                        | Альбом         |
| ---------------------------------------------------------------------------------- | ---- | -------------------------- | -------------------------- | -------------------------- | -------------------------- | -------------------------- | -------------------------- | -------------------------- | -------------- |
| «French Foreign Legion»                                                            | 1986 | —                          | —                          | —                          | —                          | —                          | —                          | —                          | The Geil Album |
| «Geil»                                                                             | 1986 | 1                          | 1                          | 16                         | 4                          | 15                         | —                          | 7                          | The Geil Album |
| «Hi Ho (Heigh Ho - Whistle While You Work)»                                        | 1986 | 29                         | —                          | —                          | —                          | —                          | —                          | —                          | The Geil Album |
| «The Best Disco (In the World)»                                                    | 1987 | —                          | —                          | —                          | —                          | —                          | 46                         | —                          | —              |
| "Holidays Are Here Again" (с Klaus & Klaus)                                        | 1987 | —                          | —                          | —                          | —                          | —                          | —                          | —                          | —              |
| "We Ain't Back"                                                                    | 1992 | —                          | —                          | —                          | —                          | —                          | —                          | —                          | —              |
| "—" означает, что сингл либо не был выпущен в данной стране, либо не попал в чарт. |      |                            |                            |                            |                            |                            |                            |                            |                |